# Boustead Hill
Boustead Hill – osada w Anglii, w hrabstwie Kumbrii, w dystrykcie (unitary authority) Cumberland, w civil parish Burgh by Sands. Leży 11 km od miasta Wigton. W 1831 osada liczyła 63 mieszkańców.